# FEI Weltmeisterschaften Herning 2022
| FEI Weltmeisterschaften Herning – Dänemark 2022 | FEI Weltmeisterschaften Herning – Dänemark 2022 |
| ----------------------------------------------- | ----------------------------------------------- |
| Austragungsort:                                 | Herning, Dänemark                               |
| Sportstätten:                                   | u. a. MCH-Arena und Jyske Bank Boxen            |
| Teilnehmende Pferdesportler:                    |                                                 |
| Internet:                                       | herning2022.com                                 |

Die FEI Weltmeisterschaften Herning – Dänemark 2022 (englisch FEI World Championships Herning – Denmark 2022) waren eine Multisportveranstaltung im Pferdesport. Sie wurden vom 5. bis 14. August 2022 in Herning ausgerichtet. Im Rahmen dieser Veranstaltung fanden die Weltmeisterschaften in vier Pferdesportdisziplinen statt:
- Dressurreiten (Weltmeister im Dressurreiten)
- Para-Dressur – Dressurreiten der Reiter mit Behinderung
- Springreiten (Weltmeister im Springreiten)
- Voltigieren (Weltmeister im Voltigieren)

Zusammen mit den im September 2022 stattfindenden Weltmeisterschaften im Vielseitigkeitsreiten und Vierspännerfahren in Pratoni stellen die Weltmeisterschaften in Herning die Nachfolgeveranstaltung der nicht mehr ausgetragenen Weltreiterspiele dar.

## Organisation

### Vergabe und Austragungsort
Die Durchführung der ab 1990 im Vier-Jahres-Rhythmus ausgetragenen Weltreiterspiele stellte aufgrund ihrer Größe und ihrer Kosten für Veranstalter stets eine enorme Herausforderung dar. Nachdem die Weltreiterspiele 2018 massive organisatorische Defizite auswiesen und ein Bewerbermangel für 2022 absehbar war, wich der Weltpferdesportverband FEI vom Konzept der Weltreiterspiele ab. Die Möglichkeit, sich auch für nur eine oder mehrere Weltmeisterschaften als Austragungsort für 2022 zu bewerben, wurde geöffnet. Bei der FEI-Generalversammlung 2019 erhielt Herning den Zuschlag für gemeinsame Weltmeisterschaften von vier Disziplinen.
Für drei dieser Disziplinen hatte Herning bereits die Europameisterschaften 2013 ausgetragen. Seit 2016 ist die Jyske Bank Boxen in Herning Austragungsort internationaler Turniere im Spring- und Dressurreiten und seit 2018 mehrfach Standort einer Etappe der Westeuropaliga des Dressurweltcups.
Während die Jyske Bank Boxen bei den Weltmeisterschaften als Austragungsort der Voltigierer diente, war das benachbarte Fußballstadion der Standort der Dressur- und Springreit-Wettbewerbe. Das gut 10.000 Zuschauer fassende Stadion trug für die Dauer der Veranstaltung den Namen „Stutteri Ask Stadium“. Ein weiteres kleineres Reitstadion wurde in der Nachbarschaft errichtet, es diente den Wettbewerben der Para-Dressur und den Rahmenprüfungen im Springreiten.
Hauptsponsor der Veranstaltung ist, wie bereits bei den Europameisterschaften 2013, ecco.

### Medien
Im Rahmen des Streamingangebots FEI TV des Weltpferdesportverbands FEI übertrug der IPTV-Sender ClipMyHorse die gesamten Weltmeisterschaften. Von den Dressurentscheidungen sendete Eurosport 1 über fünf Stunden, mehr als die Hälfte davon live. Übertragungen der Springreit-Weltmeisterschaften im Umfang mehrerer Stunden zeigten Eurosport 1 und SRF sowie die Sportschau per Livestream.

## Zeitplan
Zeitplan der Weltmeisterschafts-Prüfungen:
|              | 5. Aug. | 6. Aug. | 7. Aug. | 8. Aug. | 9. Aug. | 10. Aug. | 11. Aug. | 12. Aug. | 13. Aug. | 14. Aug. |
| ------------ | ------- | ------- | ------- | ------- | ------- | -------- | -------- | -------- | -------- | -------- |
| Dressur      |         | E/M     | E/M     | E       |         | E        |          |          |          |          |
| Para-Dressur |         |         |         |         |         | E        | E        | M        | M        | E        |
| Springen     |         |         |         |         |         | E/M      | E/M      | E/M      |          | E        |
| Voltigieren  |         | E/M     | E/M/P   | E       |         | P/M      |          |          |          |          |

Legende:
- E: Prüfung der Einzelwertung
- M: Prüfung der Mannschaftswertung
- P: Pas de deux-Prüfung
- die blauen Felder stehen für Tage mit Prüfungen, die goldenen Felder für den Tag der jeweiligen Entscheidung

## Wettkämpfe

### Dressur
- 95 Starterpaare aus 34 Nationen, 19 Mannschaften[7][8]

Je vier Dressurreiter mit jeweils einem Pferd konnten die Nationen nach Herning entsenden.
Gleich an den ersten beiden Meisterschaftstagen stand für die Dressurreiter die Mannschaftsentscheidung an. Der Grand Prix de Dressage, der zugleich als Qualifikationsprüfung für die Einzelwertungen diente, wurde über zwei Tage hinweg ausgerichtet. Jede Equipe umfasste drei oder vier Reiter einer Nation, von denen die drei besten Ergebnisse in das Mannschaftsklassement eingingen. Anhand dieser Wertung wurden die Mannschaftsmedaillen vergeben.
Die besten 30 Teilnehmer aus dem Grand Prix de Dressage gehen am 8. August 2022 im Grand Prix Spécial an den Start. Dort werden die ersten Einzelmedaillen vergeben. Am 10. August wird in der Grand Prix Kür der zweite Medaillensatz der Einzelwertung vergeben. Dort sind die besten 15 Paare des Grand Prix Spécial startberechtigt (Ausnahme: Soweit aus einer oder mehreren Nationen mehr als drei Reiter die Top 15 des Grand Prix Spécial erreichen, ist der jeweils niedrigstplatzierte vierte Reiter der jeweiligen Nation nicht an der Grand Prix Kür startberechtigt. An dessen Stelle rückt nach der Platzierung des Grand Prix Spécial jeweils ein anderer Reiter nach).

#### Mannschaftswertung
Die im Vorfeld als Favorit gehandelte dänische Equipe sicherte sich den Sieg vor heimischem Publikum. Für Dänemark war es der erste Goldmedaillengewinn bei einem großen Champiopnat (Olympische Spiele, Weltmeisterschaften und Europameisterschaften). Zuvor weniger als Topfavorit gehandelt, schloss die britische Mannschaft den Wettbewerb nur mit gut einem Prozent weniger ab und sicherte sich damit die Silbermedaille. Die Mannschaft war im Vorfeld schwer abschätzbar gewesen: Charlotte Dujardins neunjähriger Wallach Imhotep ging nach einem Vorbereitungsturnier in Frankreich und einem Turnier mit ausschließlich britischen und irischen Teilnehmern in Südengland erst sein drittes internationales Turnier in Herning. Den gleichen Vorbereitungsweg war Gareth Hughes’ Pferd Classic Briolinca gegangen, welches zwar erfahrener war, aber 2021 gar nicht international am Start gewesen war. Charlotte Fry und Glamourdale hingegen waren seit ihrer Grand Prix-Premiere Anfang 2021 konstant in Europa auf Turnieren zu sehen gewesen und wurden als chancenreiches Paare für diese Weltmeisterschaft gehandelt.
Nach der Verabschiedung der beiden Erfolgspferde von Isabell Werth, der Schwangerschaftspause von Jessica von Bredow-Werndl und dem nicht rechtzeitigen Fitwerden von Dorothee Schneiders Showtime waren die Erwartungen an die deutsche Dressurmannschaft bewusst niedriger angesetzt worden. Die Equipe zeigte eine konstante Mannschaftsleitung mit Ergebnissen zwischen 75,6 Prozent und 77,1 Prozent. Ohne ein herausragendes Paar im 80-Prozent-Bereich musste sich Deutschland jedoch mit Bronze begnügen.
| Platz                                               | Land               | Reiter und Pferde                          | Prozent       |
| 1                                                   | Dänemark           | Dänemark                                   | 235,451       |
| --------------------------------------------------- | ------------------ | ------------------------------------------ | ------------- |
|                                                     |                    | Nanna Merrald Rasmussen mit Zack           | 76,724        |
| Carina Cassøe Krüth mit Danciera                    | 76,863             |                                            |               |
| Daniel Bachmann Andersen mit Marshall-Bell          | (76,584)           |                                            |               |
| Cathrine Laudrup-Dufour mit Vamos Amigos            | 81,864             |                                            |               |
| 2                                                   | Großbritannien     | Großbritannien                             | 234,223       |
|                                                     |                    | Richard Davison mit Bubblingh              | (68,851)      |
| Gareth Hughes mit Classic Briolinca                 | 75,978             |                                            |               |
| Charlotte Dujardin mit Imhotep                      | 77,407             |                                            |               |
| Charlotte Fry mit Glamourdale                       | 80,838             |                                            |               |
| 3                                                   | Deutschland        | Deutschland                                | 230,791       |
|                                                     |                    | Ingrid Klimke mit Franziskus               | (75,683)      |
| Benjamin Werndl mit Famoso OLD                      | 77,003             |                                            |               |
| Isabell Werth mit DSP Quantaz                       | 77,127             |                                            |               |
| Frederic Wandres mit Duke of Britain FRH            | 76,661             |                                            |               |
| 4                                                   | Schweden           | Schweden                                   | 227,142       |
|                                                     |                    | Jeanna Hogberg mit Astoria                 | (68,664)      |
| Juliette Ramel mit Buriel                           | 76,164             |                                            |               |
| Therese Nilshagen mit Dante Weltino OLD             | 74,456             |                                            |               |
| Patrik Kittel mit Touchdown                         | 76,522             |                                            |               |
| 5                                                   | Niederlande        | Niederlande                                | 225,621       |
|                                                     |                    | Thamar Zweistra mit Ich Weiss              | 72,376        |
| Dinja van Liere mit Hermes                          | 78,835             |                                            |               |
| Marieke van der Putten mit Torveslettens Titanium   | (71,118)           |                                            |               |
| Emmelie Scholtens mit Indian Rock                   | 74,410             |                                            |               |
| 6                                                   | Vereinigte Staaten | Vereinigte Staaten                         | 220,000       |
|                                                     |                    | Katie Duerrhammer mit Quartett             | 70,839        |
| Ashley Holzer mit Valentine                         | (61,258)           |                                            |               |
| Steffen Peters mit Suppenkasper                     | 74,767             |                                            |               |
| Adrienne Lyle mit Salvino                           | 74,394             |                                            |               |
| 7                                                   | Spanien            | Spanien                                    | 215,808       |
|                                                     |                    | Teia Hernandez Vila mit Romero de Trujillo | (69,596)      |
| Alejandro Sánchez del Barco mit Quincallo de Indalo | 72,842             |                                            |               |
| José Antonio García Mena mit Divina Royal           | 71,817             |                                            |               |
| José Daniel Martin Dockx mit Malagueno LXXXIII      | 71,149             |                                            |               |
| 8                                                   | Australien         | Australien                                 | 215,326       |
|                                                     |                    | Jayden Brown mit Sky Diamond               | 69,674        |
| Mary Hanna mit Calanta                              | (nicht gestartet)  |                                            |               |
| Lyndal Oatley mit Eros                              | 72,189             |                                            |               |
| Simone Pearce mit Fiderdance                        | 73,463             |                                            |               |
| 9                                                   | Österreich         | Österreich                                 | 212,344       |
|                                                     |                    | Stefan Lehfellner mit Roberto Carlos       | 69,068        |
| Christian Schumach mit Donna Karacho                | 69,829             |                                            |               |
| Florian Bacher mit Fidertraum OLD                   | 73,447             |                                            |               |
| Victoria Max-Theurer mit Topas FBW                  | (68,680)           |                                            |               |
| 10                                                  | Portugal           | Portugal                                   | 210,979       |
|                                                     |                    | Vasco Mira Godinho mit Garrett             | (63,370)      |
| João Pedro Moreira mit Zonik Hit                    | 71,522             |                                            |               |
| Martim Meneres mit Equador                          | 69,053             |                                            |               |
| Maria Caetano mit Fenix de Tineo                    | 70,404             |                                            |               |
| 11                                                  | Finnland           | Finnland                                   | 210,606       |
| 12                                                  | Frankreich         | Frankreich                                 | 210,605       |
| 13                                                  | Belgien            | Belgien                                    | 209,301       |
| 14                                                  | Schweiz            | Schweiz                                    | 207,019       |
|                                                     |                    | Gilles Ngovan mit Zigzag                   | 69,223        |
| Delia Eggenberger mit Fairtrade                     | 68,929             |                                            |               |
| Charlotte Lenherr mit Sir Stanley W                 | (66,553)           |                                            |               |
| Carla Aeberhard mit Delioh von Buchmatt CH          | 68,867             |                                            |               |
| 15                                                  | Japan              | Japan                                      | 201,755       |
| 16                                                  | Irland             | Irland                                     | 201,723       |
| 17                                                  | Russland           | Russland                                   | 205,078       |
| 18                                                  | Polen              | Polen                                      | 193,587       |
| 19                                                  | Neuseeland         | Neuseeland                                 | ausgeschieden |

#### Einzelwertung: Grand Prix Spécial
| Rang | Reiter                      | Pferd                  | Prozent  |
| ---- | --------------------------- | ---------------------- | -------- |
| 1    | Charlotte Fry               | Glamourdale            | 82,508 % |
| 2    | Cathrine Laudrup-Dufour     | Vamos Amigos           | 81,322 % |
| 3    | Dinja van Liere             | Hermes                 | 81,079 % |
| 4    | Isabell Werth               | DSP Quantaz            | 79,073 % |
| 5    | Benjamin Werndl             | Famoso OLD             | 78,237 % |
| 6    | Charlotte Dujardin          | Imhotep                | 77,523 % |
| 7    | Gareth Hughes               | Classic Briolinca      | 77,280 % |
| 8    | Daniel Bachmann Andersen    | Marshall-Bell          | 76,520 % |
| 9    | Adrienne Lyle               | Salvino                | 75,699 % |
| 10   | Patrik Kittel               | Touchdown              | 75,486 % |
| 11   | Juliette Ramel              | Buriel                 | 75,456 % |
| 12   | Carina Cassøe Krüth         | Danciera               | 75,426 % |
| 13   | Therese Nilshagen           | Dante Weltino OLD      | 74,848 % |
| 14   | Emmelie Scholtens           | Indian Rock            | 74,164 % |
| 15   | Alejandro Sánchez del Barco | Quincallo de Indalo    | 74,073 % |
|      | …                           |                        |          |
| 18   | Florian Bacher              | Fidertraum OLD         | 73,571 % |
| 19   | Ingrid Klimke               | Franziskus             | 73,526 % |
|      | …                           |                        |          |
| 24   | Nicolas Wagner Ehlinger     | Quater Back Junior FRH | 72,705 % |

#### Einzelwertung: Grand Prix Kür
| Rang | Reiter                      | Pferd               | Prozent  |
| ---- | --------------------------- | ------------------- | -------- |
| 1    | Charlotte Fry               | Glamourdale         | 90,654 % |
| 2    | Cathrine Laudrup-Dufour     | Vamos Amigos        | 89,411 % |
| 3    | Dinja van Liere             | Hermes              | 86,900 % |
| 4    | Benjamin Werndl             | Famoso OLD          | 85,893 % |
| 5    | Gareth Hughes               | Classic Briolinca   | 84,043 % |
| 6    | Adrienne Lyle               | Salvino             | 83,704 % |
| 7    | Patrik Kittel               | Touchdown           | 83,679 % |
| 8    | Daniel Bachmann Andersen    | Marshall-Bell       | 83,464 % |
| 9    | Isabell Werth               | DSP Quantaz         | 83,339 % |
| 10   | Charlotte Dujardin          | Imhotep             | 83,132 % |
| 11   | Therese Nilshagen           | Dante Weltino OLD   | 83,046 % |
| 12   | Carina Cassøe Krüth         | Danciera            | 82,143 % |
| 13   | Juliette Ramel              | Buriel              | 80,682 % |
| 14   | Alejandro Sánchez del Barco | Quincallo de Indalo | 78,386 % |
| 15   | Emmelie Scholtens           | Indian Rock         | 74,589 % |

### Springen
- 103 Starterpaare, 22 Mannschaften[19][20]

Ganze 21 Paare und drei Mannschaften weniger als bei den Weltreiterspielen 2018 sind in Herning am Start. Die teilnehmenden Nationen können jeweils fünf Springreiter mit je einem Pferd nach Herning entsenden. Die Anzahl der Paare, die an den Weltmeisterschafts-Wettbewerben teilnahmen, ist jedoch auf vier je Nation begrenzt. Das jeweils fünfte Paar dient als Reserve. Soweit es nicht zum Einsatz kommt, kann es bei parallel stattfindenden CSI 3*-Rahmenturnier teilnehmen.
Das Zeitspringen am 10. August 2022 diente als erste Wertungsprüfung sowohl für die Einzel- als auch für die Mannschaftswertung. Der Sieger des Zeitspringens führt die Einzelwertung nach Abschluss der Prüfung mit null Strafpunkten an. Der Zeitunterschied zwischen diesem und den weiteren Reitern wird mit 0,5 multipliziert, das Ergebnis ergibt die Anzahl an Strafpunkten, die in die Wertungen eingeht. Reiter, die die Teilprüfung aufgrund von Aufgabe und Ausscheidens nicht beendet haben, erhielten ein Ergebnis, das 20 Punkte schlechter war als das des letztplatzierten Reiters, der die Prüfung beendet hat.
Die Entscheidung um die Mannschaftsmedaillen fällt in der zweiten Wertungsprüfung. Ausgeschrieben ist diese Prüfung als Springprüfung mit zwei unterschiedlichen Umläufen. Im ersten Umlauf der Nationenpreis-Prüfung sind alle Teilnehmer der Zeitspringprüfung startberechtigt. Im zweiten Umlauf hingegen dürfen nur noch die zehn besten Mannschaften mit ihren Reitern sowie (für die Einzelwertung) die bisher besten 60 Reiter antreten. Die Vergabe der Mannschaftsmedaillen steht nach dem zweiten Umlauf fest, soweit sich nicht zwei oder mehr Mannschaften strafpunktgleich auf dem ersten Platz befinden. In jenem Fall erfolgt ein Stechen um die Vergabe der Goldmedaille.
Zum zweiten Mal werden die Einzelmedaillen bei der Springreiter-Weltmeisterschaft ohne Pferdewechsel vergeben. Nach dem Nationenpreis treten die 25 besten Reiter mit ihren Pferden in einer dritten Teilprüfung an. Als Modus dieser Teilprüfung ist eine Springprüfung mit zwei unterschiedlichen Umläufen festgelegt. Im zweiten Umlauf dieser letzten Prüfung reduziert sich das Teilnehmerfeld auf die 12 bisher besten Teilnehmer. Bei Punktgleichheit auf dem zwölften Platz nach dem ersten Umlauf würde die Zeit über die Qualifikation zum zweiten Umlauf entscheiden.
Bei einem Punktgleichstand mehrerer Reiter auf dem ersten Platz nach den drei Teilprüfungen sieht das Regelwerk ein Stechen um die Vergabe der Einzel-Goldmedaille vor.

#### Mannschaftswertung
Im Mannschaftswettbewerb lag das Feld nach dem Zeitspringen noch eng beieinander: Schweden als dominierende Nationen bei den Championaten der letzten Jahre lag abermals in Führung. Frankreich, Belgien, Großbritannien und die Schweiz folgten mit weniger als einem Abwurf Abstand. Auf Platz sechs reihte sich Deutschland ein.
Der erste Umlauf des Nationenpreises selektierte erfolgreich die schwächeren Nationen aus. Dies traf Österreich und überraschend auch die Vereinigten Staaten, die auf den Plätzen zwölf und elf den Einzug in dem zweiten Umlauf des Nationenpreises knapp verpassten. Die Reiter aus Schweden und Frankreich lieferten jeweils drei Null-Fehler-Ritte ab und sorgten dafür, dass sich ihre Nationen vor dem zweiten Umlauf vom Rest des Feldes bereits deutlich absetzen konnten. Die deutsche Equipe musste neben zwei fehlerfreien Ritten auch zwei Runden mit vier Strafpunkten hinnehmen. Dies reichte aber dennoch dafür aus, dass Deutschland auf Platz drei des Zwischenklassements vorrückte, da Belgien, Großbritannien und die Schweiz jeweils mehr Strafpunkte erhielten.
Der zweite Umlauf war auch für die verbliebenen, auf 5-Sterne-Niveau routinierten Paare eine Herausforderung. Schweden bewies abermals seine dominierende Stellung in Nationenpreis und stand bereits nach drei ihrer vier Ritte als Weltmeister fest. Anteil daran hatte Frankreich, dessen Reiter am Abend des zweiten Umlaufs keinen Ritt ohne Springfehler beenden konnte. Vor dem letzten Reiter einer jeden Nation lagen im Liveergebnis die auf Platz zwei bis acht platzierten Nationen weniger als einen Springfehler auseinander und hatte alle noch realistische Chancen auf eine Mannschaftsmedaille – so auch Deutschland, dass nach einem André Thieme auf Rang acht zurückgefallen war.
Irland, dessen Equipe sich im zweiten Umlauf enorm gesteigert hatte, schien seine Chancen zu verlieren, nachdem Daniel Coyle mehrere Springfehler sammelte und schließlich aufgab. Die Schlussreiter der Schweiz und Belgiens, Steve Guerdat und Gregory Wathelet, sonst Favoriten auf eine Einzelmedaille, patzten mit zwei bzw. drei Hindernisfehlern. Auch der ebenso als Favorit einzuordnende Scott Brash patzte, konnte jedoch von den guten Leistungen seiner Mannschaftskollegen profitieren.
Christian Ahlmann ging als drittletzter Reiter in das Springparcours, hatte mit seinem Hengst Dominator einen Springfehler. Frankreichs Schlussreiter Kevin Staut hatte wie schon im Zeitspringen, wo er ausgeschieden war, keinen guten Ritt und erhielt 12 Strafpunkte. Dasselbe Ergebnis erhielt der Serien-Einzelmedaillengewinner der letzten Jahre, Peder Fredricson. Sein Ergebnis hatte als Streichergebnis für die Schweden jedoch keine Auswirkung mehr. Frankreich fiel auf Platz sechs zurück und verpasste damit die Gelegenheit auf eine Olympiaqualifikation. Diese sicherte sich hingegen Deutschland, vor allem durch eine springfehlerfreie Runde von Championatsneuling Jana Wargers, auf Rang fünf. Irland und Großbritannien rutschten auf die Platze vier und drei vor. Die Niederlande sicherten sich mit mehr als elf Strafpunkten Rückstand auf Schweden Silber.
| Platz                                      | Land               | Reiter und Pferde                                   | Strafpunkte           | Strafpunkte             | Strafpunkte             | Strafpunkte | Strafpunkte | Zeit    |
| Platz                                      | Land               | Reiter und Pferde                                   | Zeitspringen          | Nationenpreis 1. Umlauf | Nationenpreis 2. Umlauf | Gesamt      | Stechen     | Stechen |
| 1                                          | Schweden           | Schweden                                            | 3,69                  | 0                       | 4                       | 7,69        |             |         |
| ------------------------------------------ | ------------------ | --------------------------------------------------- | --------------------- | ----------------------- | ----------------------- | ----------- | ----------- | ------- |
|                                            |                    | Henrik von Eckermann mit King Edward                | 0,58                  | 0                       | 0                       |             |             |         |
| Malin Baryard-Johnsson mit Indiana         | (7,77)             | (4)                                                 | 4                     |                         |                         |             |             |         |
| Jens Fredricson mit Markan Cosmopolit      | 2,71               | 0                                                   | 0                     |                         |                         |             |             |         |
| Peder Fredricson mit All In                | 0,40               | 0                                                   | (12)                  |                         |                         |             |             |         |
| 2                                          | Niederlande        | Niederlande                                         | 9,31                  | 4                       | 6                       | 19,31       |             |         |
|                                            |                    | Sanne Thijssen mit Con Quidam                       | 2,40                  | 0                       | (4)                     |             |             |         |
| Maikel van der Vleuten mit Beauville Z     | 1,96               | 0                                                   | 4                     |                         |                         |             |             |         |
| Jur Vrieling mit Long John Silver          | (6,29)             | 0                                                   | 2                     |                         |                         |             |             |         |
| Harrie Smolders mit Monaco                 | 3,52               | (4)                                                 | 0                     |                         |                         |             |             |         |
| 3                                          | Großbritannien     | Großbritannien                                      | 6,66                  | 8                       | 8                       | 22,66       |             |         |
|                                            |                    | Ben Maher mit Faltic                                | 1,72                  | 0                       | 4                       |             |             |         |
| Joseph Stockdale mit Cacharel              | (6,39)             | (12)                                                | 4                     |                         |                         |             |             |         |
| Harry Charles mit Romeo                    | 4,71               | 8                                                   | 0                     |                         |                         |             |             |         |
| Scott Brash mit Jefferson                  | 0,23               | 0                                                   | 8                     |                         |                         |             |             |         |
| 4                                          | Irland             | Irland                                              | 11,15                 | 6                       | 6                       | 23,15       |             |         |
|                                            |                    | Denis Lynch mit Brooklyn Heights                    | 4,68                  | 4                       | 1                       |             |             |         |
| Bertram Allen mit Pacino Amiro             | 1,80               | (8)                                                 | 0                     |                         |                         |             |             |         |
| Cian O’Connor mit C Vier                   | (4,70)             | 0                                                   | 5                     |                         |                         |             |             |         |
| Daniel Coyle mit Legacy                    | 4,67               | 2                                                   | (aufgegeben)          |                         |                         |             |             |         |
| 5                                          | Deutschland        | Deutschland                                         | 7,76                  | 4                       | 13                      | 24,76       |             |         |
|                                            |                    | Marcus Ehning mit Stargold                          | 2,40                  | 0                       | 8                       |             |             |         |
| Jana Wargers mit Limbridge                 | 4,08               | (4)                                                 | 1                     |                         |                         |             |             |         |
| André Thieme mit DSP Chakaria              | (5,23)             | 0                                                   | (Ausgeschieden/Sturz) |                         |                         |             |             |         |
| Christian Ahlmann mit Dominator Z          | 1,28               | 4                                                   | 4                     |                         |                         |             |             |         |
| 6                                          | Frankreich         | Frankreich                                          | 5,44                  | 0                       | 21                      | 26,44       |             |         |
|                                            |                    | Simon Delestre mit Cayman Jolly Jumper              | 2,93                  | 0                       | 4                       |             |             |         |
| Gregory Cottard mit Bibici                 | 2,51               | (12)                                                | 9                     |                         |                         |             |             |         |
| Julien Epaillard mit Caracole de la Roque  | 0,00               | 0                                                   | 8                     |                         |                         |             |             |         |
| Kevin Staut mit Viking d'la Rousserie      | (39,30)            | 0                                                   | (12)                  |                         |                         |             |             |         |
| 7                                          | Belgien            | Belgien                                             | 5,49                  | 8                       | 13                      | 26,49       |             |         |
|                                            |                    | Nicola Philippaerts mit Katanga van het Dingeshof   | 0,97                  | 4                       | 4                       |             |             |         |
| Jos Verlooy mit Igor                       | 2,17               | (Ausgeschieden/Sturz)                               | 8                     |                         |                         |             |             |         |
| Jérôme Guery mit Quel Homme                | 2,35               | 0                                                   | 1                     |                         |                         |             |             |         |
| Gregory Wathelet mit Nevados S             | (2,52)             | 4                                                   | (12)                  |                         |                         |             |             |         |
| 8                                          | Schweiz            | Schweiz                                             | 6,83                  | 8                       | 12                      | 26,83       |             |         |
|                                            |                    | Pius Schwizer mit Vancouver de Lanlore              | (7,38)                | 0                       | 4                       |             |             |         |
| Edouard Schmitz mit Quno                   | 4,52               | 4                                                   | (8)                   |                         |                         |             |             |         |
| Martin Fuchs mit Leone Jei                 | 0,36               | 4                                                   | 0                     |                         |                         |             |             |         |
| Steve Guerdat mit Venard de Cerisy         | 1,95               | (8)                                                 | 8                     |                         |                         |             |             |         |
| 9                                          | Brasilien          | Brasilien                                           | 9,29                  | 8                       | 15                      | 32,29       |             |         |
|                                            |                    | Marlon Zanotelli mit Like a Diamond van het Schaeck | 2,60                  | 4                       | 4                       |             |             |         |
| Yuri Mansur mit Alfons                     | 3,65               | 0                                                   | 2                     |                         |                         |             |             |         |
| Pedro Veniss mit Nimrod de Muze Z          | 3,04               | 4                                                   | 9                     |                         |                         |             |             |         |
| Bernardo Alves mit Mosito van het Hellehof | (39,30)            | (aufgegeben)                                        | (zurückgezogen)       |                         |                         |             |             |         |
| 10                                         | Kanada             | Kanada                                              | 11,56                 | 4                       | 28                      | 43,56       |             |         |
|                                            |                    | Beth Underhill mit Nikka van den Bisschop           | 5,58                  | 0                       | (ausgeschieden)         |             |             |         |
| Erynn Ballard mit Gakhir                   | (6,40)             | (4)                                                 | 12                    |                         |                         |             |             |         |
| Tiffany Foster mit Figor                   | 0,95               | 0                                                   | 8                     |                         |                         |             |             |         |
| Amy Millar mit Truman                      | 5,03               | 4                                                   | 8                     |                         |                         |             |             |         |
| 11                                         | Vereinigte Staaten | Vereinigte Staaten                                  | 9,60                  | 12                      |                         | 21,60       |             |         |
| 12                                         | Österreich         | Österreich                                          | 14,05                 | 8                       |                         | 22,05       |             |         |
|                                            |                    | Bianca Babanitz mit Caipidor                        | 4,64                  | (23)                    |                         |             |             |         |
| Christoph Obernauer mit Kleons Renegade    | (9,94)             | 4                                                   |                       |                         |                         |             |             |         |
| Katharina Rhomberg mit Cuma                | 4,92               | 4                                                   |                       |                         |                         |             |             |         |
| Max Kühner mit Elektric Blue P             | 4,49               | 0                                                   |                       |                         |                         |             |             |         |
| 13                                         | Italien            | Italien                                             | 9,76                  | 17                      |                         | 26,76       |             |         |
| 14                                         | Dänemark           | Dänemark                                            | 15,04                 | 13                      |                         | 28,04       |             |         |
| 15                                         | Spanien            | Spanien                                             | 19,44                 | 12                      |                         | 31,44       |             |         |
| 16                                         | Israel             | Israel                                              | 12,26                 | 21                      |                         | 33,26       |             |         |
| 17                                         | Japan              | Japan                                               | 18,30                 | 16                      |                         | 34,30       |             |         |
| 18                                         | Mexiko             | Mexiko                                              | 28,94                 | 12                      |                         | 40,94       |             |         |
| 19                                         | Norwegen           | Norwegen                                            | 19,07                 | 25                      |                         | 44,07       |             |         |
| 20                                         | Australien         | Australien                                          | 14,90                 | 33                      |                         | 47,90       |             |         |
| 21                                         | Argentinien        | Argentinien                                         | 27,62                 | 37                      |                         | 64,62       |             |         |
| 22                                         | Kolumbien          | Kolumbien                                           | 32,48                 | 49                      |                         | 81,48       |             |         |

#### Einzelwertung

##### Zeitspringen
In der Einzelwertung lag das Feld nach dem Zeitspringen noch eng zusammen. Julien Epaillard setzte sich mit der Stute Caracole de la Roque an die Spitze. Mit Scott Brash, Martin Fuchs, Peder Fredricson und dem im August 2022 erstmals auf Rang eins der Weltrangliste befindlichen Henrik von Eckermann reihten sich gleich etliche der Favoriten direkt hinter ihm ein. Der Abstand zwischen Platz eins und Platz fünf betrug gerade einmal 0,40 Strafpunkte. 37 Reiter-Pferd-Paare haben ein Ergebnis von unter vier Strafpunkten.

##### Nationenpreis
Der Nationenpreis mit vielen Startpunkten gerade im zweiten Umlauf brachte nicht nur das Mannschaftsklassement durcheinander, sondern auch in der Einzelwertung viel Bewegung. Julien Epaillard hatte sich mit Caracole de la Roque im ersten Umlauf noch fehlerfrei auf Platz eins halten können, acht Strafpunkten im zweiten Umlauf ließen ihn jedoch zurückfallen. Gleiche Ergebnisse hatte auch der bis hierhin zweitplatzierte Scott Brash zu verzeichnen. Martin Fuchs verlor trotz eines Springfehlers nur einen Platz (von Platz drei auf Platz vier). Peder Fredricson fiel nach 12 Strafpunkten im zweiten Umlauf des Nationenpreises sogar aus den besten 25 heraus.
Henrik von Eckermann und sein Wallach King Edward schoben sich mit zwei fehlerfreien Ritten von Platz fünf auf die Position der Führenden. Ebenso als einer der wenigen mit zwei fehlerfreien Ritten im Nationenpreis, sprang Jens Fredricson in der Einzelwertung von Platz 23 auf den zweiten Rang. Jérôme Guery steigerte sich von Rang 17 auf Platz drei, Max Kühner von Platz 40 auf Platz fünf.

##### Einzelfinale
Das Starterfeld im Einzelfinale dünnte sich aus: Das Pferd von Yuri Mansur, der auf Platz sieben lag, bestand die Verfassungsprüfung vor dem Einzelfinale nicht. Einige weitere Reiter gingen nicht mehr an den Start, darunter der lange führende Julien Epaillard (bis hierhin auf Platz zwölf), Christian Ahlmann (Platz 18), Cian O’Connor (Platz 20) und Bertram Allen (Platz 21). Ioli Mytilineou (Platz 29) und Antonio Maria Garofalo (Platz 30) rückten in das Starterfeld des Einzelfinals nach. Damit verblieben 21 Starter im Einzelfinale.
Der erste Umlauf des Einzelfinals war trotz der Maximalanforderungen von 1,65 Meter Höhe für die Teilnehmer weniger herausfordernd. Einzig der erste Starter Antonio Maria Garofalo hatte zwei Springfehler, 14 des 21 Ritte blieben ohne Fehler. Jana Wargers und Marcus Ehning konnten durch ihre fehlerfreien Ritte Plätze gut machen, so dass sie knapp in die Runde der besten 12 Paare einzogen.
In jener letzten Runde wurden die Anforderungen nochmals angezogen. Marcus Ehning blieb als erster Starter mit seinem Pferd Stargold erneut ohne Fehler. Anders war die Situation bei vielen der folgenden Teilnehmer, so dass Ehning von Platz 12 auf den abschließenden fünften Rang kam. Jana Wargers Ergebnis erhöhte sich um sechs Strafpunkte, dennoch steigerte sie sich von Rang elf auf Rang neun. So fiel etwa Martin Fuchs nach zwei Hindernisfehlern hinter sie zurück. Jens Fredricson hatte wie sein Bruder zwei Tage zuvor im zweiten Umlauf seinen Einbruch, 13 Strafpunkte warfen ihn von Platz zwei auf den zweiten Rang zurück. Wie bei den letzten Weltmeisterschaften 2018, so verpasste Max Kühner auch 2022 im letzten Umlauf der Einzelwertung knapp eine Medaille. Mit den einzigen Null-Fehler-Ritten neben Marcus Ehning gingen die Medaillen an Maikel van der Vleuten (Bronze), Jérôme Guery (Silber) und Henrik von Eckermann (Gold). Von Eckermann wurde damit zum ersten schwedischen Weltmeister im Springreiten überhaupt.
Endergebnis:
| Rang | Reiter                 | Pferd                     | umgerechnete Punkte | Strafpunkte    | Strafpunkte    | Strafpunkte    | Strafpunkte    | Gesamt- ergebnis |
| Rang | Reiter                 | Pferd                     | umgerechnete Punkte | 2. Teilprüfung | 2. Teilprüfung | 3. Teilprüfung | 3. Teilprüfung | Gesamt- ergebnis |
| Rang | Reiter                 | Pferd                     | 1. Teilprüfung      | 1. Umlauf      | 2. Umlauf      | 1. Umlauf      | 2. Umlauf      | Gesamt- ergebnis |
| ---- | ---------------------- | ------------------------- | ------------------- | -------------- | -------------- | -------------- | -------------- | ---------------- |
| 1    | Henrik von Eckermann   | King Edward               | 0,58                | 0              | 0              | 0              | 0              | 0,58             |
| 2    | Jérôme Guery           | Quel Homme                | 2,35                | 0              | 1              | 0              | 0              | 3,35             |
| 3    | Maikel van der Vleuten | Beauville Z               | 1,96                | 0              | 4              | 0              | 0              | 5,96             |
| 4    | Ben Maher              | Faltic                    | 1,72                | 0              | 4              | 0              | 4              | 9,72             |
| 5    | Marcus Ehning          | Stargold                  | 2,40                | 0              | 8              | 0              | 0              | 10,40            |
| 6    | Max Kühner             | Elektric Blue P           | 4,49                | 0              | 0              | 0              | 6              | 10,49            |
| 7    | Simon Delestre         | Cayman Jolly Jumper       | 2,93                | 0              | 4              | 0              | 4              | 10,93            |
| 8    | Nicola Philippaerts    | Katanga van het Dingeshof | 0,97                | 4              | 4              | 0              | 4              | 12,97            |
| 9    | Jana Wargers           | Limbridge                 | 4,08                | 4              | 1              | 0              | 6              | 15,08            |
| 10   | Jens Fredricson        | Markan Cosmopolit         | 2,71                | 0              | 0              | 0              | 13             | 15,71            |
| 11   | Martin Fuchs           | Leone Jei                 | 0,36                | 4              | 0              | 4              | 8              | 16,36            |
| 12   | Tiffany Foster         | Figor                     | 0,95                | 0              | 8              | 0              | 9              | 17,95            |
| 13   | Lorenzo de Luca        | F One USA                 | 4,98                | 4              | 2              | 0              |                | 10,98            |
| 14   | Pius Schwizer          | Vancouver de Lanlore      | 7,38                | 0              | 4              | 0              |                | 11,38            |
| 15   | Harrie Smolders        | Monaco                    | 3,52                | 4              | 0              | 4              |                | 11,52            |
|      | …                      |                           |                     |                |                |                |                |                  |
| 22   | Christian Ahlmann      | Dominator Z               | 1,28                | 4              | 4              | zurückgezogen  |                | —                |
|      | …                      |                           |                     |                |                |                |                |                  |
| 36   | Edouard Schmitz        | Quno                      | 4,52                | 8              | 8              |                |                | 16,52            |
| 38   | Katharina Rhomberg     | Cuma                      | 4,92                | 4              | 8              |                |                | 16,92            |
|      | …                      |                           |                     |                |                |                |                |                  |
| 40   | Steve Guerdat          | Venard de Cerisy          | 1,95                | 8              | 8              |                |                | 17,95            |
|      | …                      |                           |                     |                |                |                |                |                  |
| 54   | André Thieme           | DSP Chakaria              | 5,23                | 0              | ausgeschieden  |                |                | —                |
|      | …                      |                           |                     |                |                |                |                |                  |
| 61   | Christoph Obernauer    | Kleons Renegade           | 9,94                | 4              |                |                |                | 13,94            |
|      | …                      |                           |                     |                |                |                |                |                  |
| 88   | Bianca Babanitz        | Caipidor                  | 4,64                | 23             |                |                |                | 27,64            |

### Voltigieren

#### Nationenpreis
| Platz                           | Land                         | Voltigierer         | Longenführer        | Pferd                   | Punkte  |
| 1                               | Frankreich                   | Frankreich          | Frankreich          | Frankreich              | ⌀ 9,146 |
| ------------------------------- | ---------------------------- | ------------------- | ------------------- | ----------------------- | ------- |
|                                 |                              | Manon Moutinho      | Corinne Bosshard    | Saitiri                 | 8,846   |
| Lambert Leclezio                | Loic Devedu                  | Estado              | 9,655               |                         |         |
| Team Frankreich                 | Corinne Bosshard             | Londontime          | 8,938               |                         |         |
| 2                               | Dänemark                     | Dänemark            | Dänemark            | Dänemark                | ⌀ 8,669 |
|                                 |                              | Iben Dines Pedersen | Hanne Haagen Hansen | Tophoejs Geleto Lieto   | 7,942   |
| Sheena Bendixen                 | Lasse Kristensen             | Klintholms Ramstein | 9,127               |                         |         |
| Team BIS1                       | Maria Rasmussen              | Turbo af Kloster    | 8,939               |                         |         |
| 3                               | Österreich                   | Österreich          | Österreich          | Österreich              | ⌀ 8,383 |
|                                 |                              | Dominik Eder        | Lena Kalcher-Prein  | Asti Royal XI           | 8,455   |
| Isabel Fiala                    | Veronika Greisberger         | Pink Floyd          | 8,236               |                         |         |
| Team Österreich                 | Martina Seyrling             | Don Rudi            | 8,459               |                         |         |
| 4                               | Deutschland                  | Deutschland         | Deutschland         | Deutschland             | ⌀ 8,280 |
|                                 |                              | Julian Wilfling     | Alexander Zebrak    | Aragorn                 | 7,831   |
| Jannik Heiland                  | Barbara Rosiny               | Dark Beluga FRH     | 9,149               |                         |         |
| Team Norka des VV Köln-Dünnwald | Patric Looser                | Calidor             | 7,860               |                         |         |
| 5                               | Vereinigte Staaten           | Vereinigte Staaten  | Vereinigte Staaten  | Vereinigte Staaten      | ⌀ 8,195 |
|                                 |                              | Tessa Divita        | Lasse Kristensen    | Sunday Song             | 7,993   |
| Kimberly Palmer                 | Laura Carnabuci              | Rosenstolz          | 8,584               |                         |         |
| Team Oak Hills                  | Selena Brummund              | Drillian            | 8,009               |                         |         |
| 6                               | Schweiz                      | Schweiz             | Schweiz             | Schweiz                 | ⌀ 8,141 |
|                                 |                              | Andrin Müller       | Petra Baumann       | Consilio v. Schl'hof CH | 8,513   |
| Danielle Bürgi                  | Mirjam Degiorgi              | Livanto Cha CH      | 8,223               |                         |         |
| Team Schweiz                    | Monika Winkler-Bischofberger | Acardi van de Kapel | 7,688               |                         |         |
| 7                               | Niederlande                  | Niederlande         | Niederlande         | Niederlande             | ⌀ 8,132 |
| 8                               | Finnland                     | Finnland            | Finnland            | Finnland                | ⌀ 7,227 |

#### Pas de deux
| 1 | Chiara Congia             | Justin van Gerven | Alexandra Knauf      | Highlight          | 8,863 | 9,010 | 8,951 |
| 2 | Diana Harwardt            | Peter Künne       | Hendrik Falk         | DSP Sir Laulau     | 8,625 | 8,692 | 8,665 |
| 3 | Rebecca Greggio           | Davide Zanella    | Claudia Petersohn    | Orlando Tancredi   | 8,198 | 8,164 | 8,178 |
| 4 | Theresa Thiel             | Dominik Eder      | Veronika Greisberger | Pink Floyd         | 8,029 | 7,768 | 7,873 |
| 5 | Maria Thinggaard Sørensen | Freja Linde       | Nanna Klinge         | Qiun af Oesterholm | 7,684 | 7,508 | 7,579 |
| 6 | Calle Davis               | Todd Griffiths    | Thordis Thoroe       | Lightning Jack     | 6,587 | 7,164 | 6,933 |
| 7 | Romana Hintner            | Eva Nagiller      | Klaus Haidacher      | Idefix             | 7,610 | 6,266 | 6,804 |

#### Einzelwertung Damen
| Rang | Voltigiererin       | Longenführer                 | Pferd               | Punkte  | Punkte  | Punkte | Punkte | Punkte |
| Rang | Voltigiererin       | Longenführer                 | Pferd               | Pflicht | Technik | Kür    | Gesamt |        |
| ---- | ------------------- | ---------------------------- | ------------------- | ------- | ------- | ------ | ------ | ------ |
| 1    | Manon Moutinho      | Corinne Bosshard             | Saitiri             | 8,445   | 8,815   | 9,296  | 8,963  |        |
| 2    | Julia Sophie Wagner | Katja Wagner                 | Giovanni            | 8,310   | 8,309   | 8,748  | 8,529  |        |
| 3    | Sheena Bendixen     | Lasse Kristensen             | Ramstein            | 8,203   | 8,129   | 8,855  | 8,511  |        |
| 4    | Kathrin Meyer       | Gesa Bührig                  | Capitain Claus      | 8,152   | 8,377   | 8,723  | 8,494  |        |
| 5    | Kimberly Palmer     | Laura Carnabuci              | Rosenstolz          | 7,929   | 8,329   | 8,701  | 8,415  |        |
| 6    | Danielle Bürgi      | Mirjam Degiorgi              | Livanto Cha CH      | 8,006   | 7,700   | 8,724  | 8,289  |        |
| 7    | Nadja Büttiker      | Monika Winkler-Bischofberger | Acardi van de Kapel | 8,055   | 7,679   | 8,513  | 8,190  |        |
| 8    | Ilona Hannich       | Alana Sohm                   | Dynamite            | 7,751   | 8,037   | 8,466  | 8,180  |        |
| 9    | Tessa Divita        | Lasse Kristensen             | Sunday Song         | 7,839   | 7,724   | 8,461  | 8,122  |        |
| 10   | Alina Roß           | Volker Roß                   | Baron R             | 8,365   | 7,095   | 8,448  | 8,089  |        |
|      | …                   |                              |                     |         |         |        |        |        |
| 12   | Isabel Fiala        | Veronika Greisberger         | Pink Floyd          | 7,902   | 7,218   | 8,381  | 7,971  |        |
|      | …                   |                              |                     |         |         |        |        |        |
| 14   | Alina Barosch       | Manuela Barosch              | Dustin von Lohe     | 7,647   | 7,630   | 8,231  | 7,935  |        |
|      | …                   |                              |                     |         |         |        |        |        |
| 28   | Eva Nagiller        | Nicole Voithofer             | Lavalino            | 8,084   | 2,575   | 8,197  | 6,764  |        |